# VentureStar
VentureStar fue un proyecto de un sistema de una lanzadera espacial de una sola etapa a órbita reusable propuesto por la empresa Lockheed Martin y financiado por el gobierno de Estados Unidos. Su objetivo era reemplazar al Space Shuttle mediante el desarrollo de un avión espacial reusable que pudiera poner en órbita satélites a costos menores. Aunque el requerimiento era de un sistema no pilotado, se pensó que el mismo podría llevar pasajeros como carga.
El objetivo era que VentureStar fuera un vehículo comercial de de una sola etapa a orbita que despegara en forma vertical y regresara a la Tierra como un avión. Los vuelos hubieran sido contratados por la NASA de acuerdo a sus necesidades. La financiación del proyecto fue cancelada en el 2001 luego de que se observaran fallas en el vehículo de ensayo de demostración de tecnología a escala reducida X-33.

## Ventajas sobre el Space Shuttle

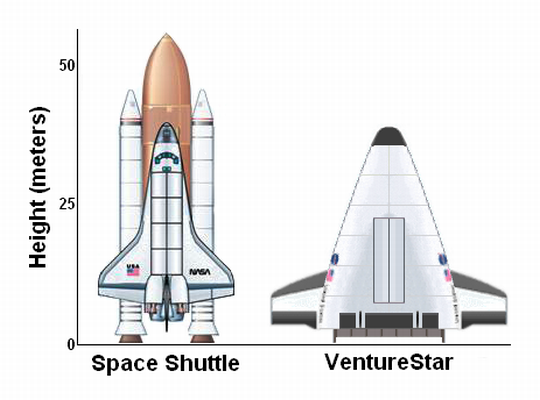
El VentureStar hubiera sido unos 17 m más corto que el Space Shuttle.

Estaba previsto que la ingeniería y diseño del VentureStar tuviera numerosas ventajas comparado con el Space Shuttle, lo cual ayudaría a reducir los costos y tiempos de fabricación y mantenimiento, como también a aumentar los niveles de seguridad.  Se había evaluado que VentureStar hubiera permitido reducir en un 90% el costo de lanzamiento de los satélites comparado con el costo de usar el Space Shuttle.
El aprestamiento de vuelo del VentureStar hubiera sido muy diferente del aprestamiento del Space Shuttle.  A diferencia del orbitador del transbordador espacial, que debía ser izado y ensamblado con varios otros componentes pesados (un gran tanque de combustible externo, y dos cohetes sólidos), VentureStar solo hubiera requerido la inspección en un hangar, en forma similar a la inspección de un avión.
A diferencia del Space Shuttle, VentureStar no utilizaría cohetes de combustible sólido, que debieran ser recuperados del océano y reacondicionados luego de cada lanzamiento.  No solo ello, las especificaciones de diseño indicaban el uso de motores lineales aerospike que mantienen su eficiencia de empuje independientemente de la altitud. En cambio el Shuttle utilizaba motores de tobera convencionales en los cuales la eficiencia máxima varía en gran medida con la altitud.
VentureStar también hubiera utilizado un nuevo sistema de protección térmico metálico, más seguro y económico de mantener que el cerámico que utiliza el Space Shuttle. El escudo metálico del VentureStar hubiera permitido prescindir de las 17 000 horas de mantenimiento entre vuelos que son necesarias para inspeccionar y reemplazar si fuera necesario los miles de tejuelas cerámicas resistentes al calor que forman la cubierta exterior del Shuttle.
La intención era que VentureStar fuera más seguro que la mayoría de los cohetes modernos. Mientras que la mayoría de los cohetes modernos fallan de manera catastrófica cuando falla un motor en vuelo, VentureStar tendría una reserva de impulso disponible en cada motor para poder hacer frente a una eventual emergencia durante el vuelo.  Por ejemplo, ante la falla de un motor del VentureStar durante la fase de ascenso hacia la órbita, el motor opuesto a aquel que falló se hubiera apagado para balancear el empuje total sobre la nave, y se hubiera aumentado la potencia de cada uno de los otros motores para poder continuar la misión de manera segura.
VentureStar hubiera tenido un impacto ambiental menor.  A diferencia del Space Shuttle, cuyos cohetes de combustible sólido liberaban residuos químicos durante el despegue, en cambio el gas de escape del VentureStar era solo vapor de agua, dado que los combustibles del VentureStar eran hidrógeno líquido y oxígeno líquido.  El diseño del VentureStar no hubiera utilizado propelentes hipergólicos ni fluidos hidráulicos, en cambio estaba pensado usara potencia eléctrica para los controles de vuelo, puertas y trenes de aterrizaje.
Por su diseño más liviano, VentureStar hubiera sido capaz de aterrizar en casi cualquier aeropuerto grande en caso de emergencia, mientras que el Space Shuttle necesita de pistas más largas que las disponibles en la mayoría de los aeropuertos públicos.

## Cancelación del programa
El programa VentureStar fue cancelado debido a un incremento de los costos de desarrollo, sumado a problemas técnicos y fallas del programa X-33, un programa cuyo objetivo era servir de prueba de concepto de algunas de las tecnologías críticas que se pensaban utilizar en el VentureStar. La falla durante pruebas del X-33 de uno de los complejos tanques de hidrógeno criogénico multilóbulo de estructura compuesta fue una de las razones principales para la cancelación de los programas del X-33 y del VentureStar. En resumen, el programa VentureStar requería de numerosos avances técnicos muy costosos.